# Ctenopleuriphora decemsetalis
Ctenopleuriphora decemsetalis är en tvåvingeart som beskrevs av Liu 1996. Ctenopleuriphora decemsetalis ingår i släktet Ctenopleuriphora och familjen puckelflugor.
Artens utbredningsområde är Hainan (Kina). Inga underarter finns listade i Catalogue of Life.